# Bob Burman
Bob Burman (Imlay City, Michigan, 1884. április 23. – Corona, Kalifornia, 1916. április 18.) amerikai autóversenyző.

## Pályafutása
1909-ben megnyerte az Indianapolis Motor Speedway-en rendezett, első alkalommal kiírt Prest-O-Lite Trophy-t.
1911 és 1915 között öt alkalommal vett részt az Indianapolisi 500 mérföldes autóversenyen. Az 1913-as futamon negyvenegy körön át vezette a mezőnyt. Legjobb helyezését az 1915-ös versenyen érte el, amikor is a hatodik helyen ért célba.
1916. április 18-án egy versenyen vesztette életét, miután nyitott pilótafülkés autójával felborult. Ez a baleset ösztönözte később barátait, Barney Oldfieldet és Harry Arminius Millert, hogy olyan versenyautókat készítsenek melyben a vezető több oldalról is védve van.

## Eredményei

### Indy 500
| Év       | Autó     | Rajthely | Eredmény | Körök | Élen | Kiesés oka |
| -------- | -------- | -------- | -------- | ----- | ---- | ---------- |
| 1911     | 45       | 39       | 19       | 126   | 0    |            |
| 1912     | 15       | 12       | 12       | 157   | 0    | Baleset    |
| 1913     | 4        | 21       | 11       | 188   | 41   |            |
| 1914     | 17       | 22       | 24       | 47    | 0    |            |
| 1915     | 8        | 7        | 6        | 200   | 0    |            |
| Összesen | Összesen | Összesen | Összesen | 718   | 41   |            |

| Indulás  | 5 |
| Pole p.  | 0 |
| Első sor | 0 |
| Győzelem | 0 |
| Top 5    | 0 |
| Top 10   | 1 |
| Kiesett  | 2 |

## Fordítás
- Ez a szócikk részben vagy egészben  a   Bob Burman című angol Wikipédia-szócikk fordításán alapul.  Az eredeti cikk szerkesztőit annak laptörténete sorolja fel. Ez a jelzés csupán a megfogalmazás eredetét és a szerzői jogokat jelzi, nem szolgál a cikkben szereplő információk forrásmegjelöléseként.